# Ибн Исхак
Муḥамед ибн Исḥак ибн Јасāр ибн Кхијāр (према неким изворима ибн Кхабāр, или Кūмāн, или Кūтāн, арап. محمد بن إسحاق بن يسار بن خيار, ili jednostavno ibn Isḥaq ابن إسحاق, što znači "sin Izakov") (? - 761. ili 767) био је арапски муслимански историчар и хагиограф. Познат је по томе што је прикупљао усмена предања која ће послужити као подлога за најважнију биографију исламског пророка Мухамеда.

### Примарни извори
- Alfred Guillaume, The Life of Muhammad. A translation of Isḥaq's "Sirat Rasul Allah", with introduction [xiii-xliii] and notes (Oxford University 1955), xlvii + 815 pages. The Arabic text used by Guillaume was the Cairo edition of 1355/1937 by Mustafa al-Saqqa, Ibrahim al-Abyari and Abdul-Hafiz Shalabi, as well as another, that of F. Wustenfeld (Göttingen 1858–1860). Ibn Hasham's "Notes" are given at pages 691–798.
- Gustav Weil, Das Leben Mohammeds nach Mohammed ibn Ishak, bearbeitet von Abd Malik ibn Hischam (Stuttgart: J. B. Metzler'schen Buchh. 1864), 2 volumes. The Sirah Rasul Allah translated into German with annotations. Volume 1
- Ibn Isḥaq, The Life of Muhammad. Apostle of Allah (London: The Folio Society 1964), 177 pages. From a translation by Edward Rehatsek (Hungary 1819 – Mumbai [Bombay] 1891), which has been abridged and introduced [at 5–13] by Michael Edwards. Rehatsek had completed his translation; it was given to the Royal Asiatic Society of London by F. F. Arbuthnot in 1898.
- Ibn Isḥaq (2004).  Al-Mazīdī, Aḥmad Farīd, ур. Al-Sīrah al-Nabawiyah li-ibn Isḥāq (السيرة النبوية لابن إسحاق) (на језику: arapski). Bayrūt: Dār al-kutub al-ʻilmiyah. ISBN 978-2-7451-3982-5.
- Ibn Isḥaq (1976).  Hamidullah, Muhammad, ур. Sīrat ibn Isḥāq al-musammāh bi-kitāb al-Mubtadaʼ wa-al-Mabʻath wa-al-maghāzī (سيرة ابن اسحاق، المسماة بكتاب المبتدأ والمبعث والمغازي ) (на језику: arapski). Al-Rabāṭ al-Maghrib: Maʻhad al-Dirāsāt wa-al-Abḥāth lil-Taʻrīb.

### Традиционалне биографије
- Ibn Sayyid al-Nās, ʿUyūn al-athar fī funūn al-maghāzī wa al-shamāʾil wa al-siyar.
- Al-Khaṭīb al-Baghdādī, Tārīkh Baghdād.
- Al-Dhahabī, Mīzān al-iʿtidāl fī naqd al-rijāl.
- Yāqūt al-Ḥamawī, Irshād al-arīb fī mʿrefat al-adīb.

### Секундарни извори
- Donner, Fred McGraw (1998). Narratives of Islamic origins: the beginnings of Islamic historical writing. Darwin Press. ISBN 9780878501274.
- Robinson, Chase (2003). Islamic Historiography. Cambridge University Press. ISBN 978-0-521-58813-3.
- Wansbrough, John (2004). Quranic Studies. 1977, as reprinted in. ISBN 978-0-19-713588-4.
- Wansbrough, John (2005). The Sectarian Milieu. 1978, as reprinted in. ISBN 978-0-19-713596-9.
- 'Arafat, W. (1958-01-01). „Early Critics of the Authenticity of the Poetry of the "Sīra"”. Bulletin of the School of Oriental and African Studies, University of London. 21 (1/3): 453—463. ISSN 0041-977X. Приступљено 01. 10. 2011.